# Mark Kaleinikovas
Mark Kaleinikovas (ur. 31 grudnia 1998 w Kownie) – litewski hokeista, reprezentant Litwy.

## Kariera
- Saławat Jułajew Ufa U17 (2014-2015)
- HK Liepāja (2015-2017)
- HK Liepāja Juniors (2015-2017)
- HK Liepāja SSS (2015/2016)
- KRS Junior (2017-2018)
- HK Rīga (2018)
- EC Kitzbühel (2018/2019)
- HK Liepāja (2019-2021)
- HK Mariupol (2021)
- Donbas Donieck (2021-2022)
- HK Liepāja (2022)
- JKH GKS Jastrzębie (2022-2023)
- Unia Oświęcim (2023-2024)
- JKH GKS Jastrzębie (2024-)

Po dwóch latach tam został zawodnikiem chińskiej drużyny KRS Junior, występującej w rosyjskich rozgrywkach juniorskich MHL i w jej barwach grał w edycji 2017/2018. Potem był krótkotwale zawodnikiem HK Rīga też w MHL, a następnie w austrackim klubie Kitzbüheler EC w rozgrywkach Alps Hockey League. Od 2019 przez dwa sezony ponownie reprezentował HK Liepāja. Przed sezonem 2019/2020 przeszedł do ukraińskiego HK Mariupol. Po rozpadzie tamtejszej ligi UHL przeszedł do Donbasu, grającego w nowych rozgrywkach UHSL. Po inwazji Rosji na Ukrainę z 24 lutego 2022 dokończył ezon w Lipawie. W maju 2022 ogłoszono jego angaż do JKH GKS Jastrzębie w Polskiej Hokej Lidze. Po sezonie 2022/2023 odszedł z JKH. Od czerwca 2023 zawodnik Unii Oświęcim. W czerwcu 2024 ponownie w JKH.
Występował w kadrach juniorskich do lat 18 i do lat 20, w tym na turniejach mistrzostw świata juniorów do lat 18 edycji 2015 (Dywizja IB), 2016 (Dywizja IIA), mistrzostw świata juniorów do lat 20 edycji 2016 (Dywizja IIA), 2017 (Dywizja IIA), 2018 (Dywizja IB). W kadrze seniorskiej uczestniczył w turniejach mistrzostw świata edycji 2018 (Dywizja IB), 2022 (Dywizja IA).

## Sukcesy
Reprezentacyjne
- Awans do mistrzostw świata do lat 20 Dywizji IB: 2017
- Awans do mistrzostw świata Dywizji I Grupy A: 2018

Klubowe
- Złoty medal mistrzostw Łotwy: 2016 z HK Liepāja
- Brązowy medal mistrzostw Łotwy: 2021 z HK Liepāja
- Złoty medal mistrzostw Polski: 2024 z Unią Oświęcim
- Finał Pucharu Polski: 2024 z JKH GKS Jastrzębie
- Brązowy medal mistrzostw Polski: 2025 z JKH GKS Jastrzębie

Indywidualne
- Mistrzostwa Świata Juniorów w Hokeju na Lodzie 2017/II Dywizja#Grupa A:
  - Trzecie miejsce w klasyfikacji strzelców turnieju: 5 goli[7]
- Latvijas Virslīga (2016/2017):
  - Mecz Gwiazd
- Mistrzostwa Świata Juniorów w Hokeju na Lodzie 2018/I Dywizja#Grupa B:
  - Czwarte miejsce w klasyfikacji strzelców turnieju: 4 gole[8]
  - Najlepszy zawodnik reprezentacji w turnieju[9]
- MHL (2017/2018):
  - 25 miejsce w klasyfikacji strzelców w sezonie zasadniczym i drugie w ramach zespołu KRS: 23 gole[10]
- Optibet Hokeja Līga (2019/2020):
  - Najlepszy zawodnik miesiąca: styczeń 2020
  - Czwarte miejsce w klasyfikacji strzelców: 26 goli
- Polska Hokej Liga (2023/2024):
  - Gol przesądzający o mistrzostwie w dogrywce siódmego meczu finału GKS Katowice - Unia Oświęcim[11]
- Mistrzostwa Świata w Hokeju na Lodzie 2024 (I Dywizja)#Grupa B:
  - Czwarte miejsce w klasyfikacji strzelców turnieju: 4 gole[12]